# Ronde van Vlaanderen 1914
De tweede editie van de Ronde van Vlaanderen werd verreden op 22 maart 1914 over een afstand van 280 km met start in Gent en aankomst in Evergem. De gemiddelde uursnelheid van de winnaar was 27,098 km/h. Van de 47 vertrekkers bereikten er 19 de aankomst.

## Uitslag
| Rang | Renner              | Land   | Ploeg                   | Tijd    |
| ---- | ------------------- | ------ | ----------------------- | ------- |
| 1    | Marcel Buysse       | België | Alcyon-Soly             | 10u 20' |
| 2    | Henri Vanlerberghe  | België | Liberator               | z.t.    |
| 3    | Pierre Van De Velde | België | geen                    | z.t.    |
| 4    | Alois Persyn        | België | De Groote Leeuw         | z.t.    |
| 5    | Achiel Depauw       | België | geen                    | z.t.    |
| 6    | August Dierickx     | België | geen                    | z.t.    |
| 7    | Gustave Monseur     | België | La Française-Hutchinson | z.t.    |
| 8    | Alfons Spiessens    | België | J.B.Louvet-Continental  | z.t.    |
| 9    | Auguste Benoit      | België | J.B.Louvet-Continental  | op 2'   |
| 10   | Julien Tuytten      | België | geen                    | op 8'   |

1913 · 
1914 · 
1915 · 
1916 · 
1917 · 
1918 · 
1919 · 
1920 · 
1921 · 
1922 · 
1923 · 
1924 · 
1925 · 
1926 · 
1927 · 
1928 · 
1929 · 
1930 · 
1931 · 
1932 · 
1933 · 
1934 · 
1935 · 
1936 · 
1937 · 
1938 · 
1939 · 
1940 · 
1941 · 
1942 · 
1943 · 
1944 · 
1945 · 
1946 · 
1947 · 
1948 · 
1949 · 
1950 · 
1951 · 
1952 · 
1953 · 
1954 · 
1955 · 
1956 · 
1957 · 
1958 · 
1959 · 
1960 · 
1961 · 
1962 · 
1963 · 
1964 · 
1965 · 
1966 · 
1967 · 
1968 · 
1969 · 
1970 · 
1971 · 
1972 · 
1973 · 
1974 · 
1975 · 
1976 · 
1977 · 
1978 · 
1979 · 
1980 · 
1981 · 
1982 · 
1983 · 
1984 · 
1985 · 
1986 · 
1987 · 
1988 · 
1989 · 
1990 · 
1991 · 
1992 · 
1993 · 
1994 · 
1995 · 
1996 · 
1997 · 
1998 · 
1999 · 
2000 · 
2001 · 
2002 · 
2003 · 
2004 · 
2005 · 
2006 · 
2007 · 
2008 · 
2009 · 
2010 · 
2011 · 
2012 · 
2013 · 
2014 · 
2015 · 
2016 · 
2017 · 
2018 · 
2019 · 
2020 · 
2021 · 
2022 · 
2023 · 
2024
Lijst van beklimmingen